# Takuma Eiga
Takuma Eiga (japanisch 宅磨 栄賀) war ein japanischer buddhistischer Maler, der in der Mitte des 14. Jahrhunderts von der späten Kamakura-Zeit bis zur frühen Muromachi-Zeit tätig und der letzte Vertreter der Takuma-Schule war.

## Leben und Wirken
Takuma Eiga hinterließ Werke im Tempel Daigo-ji und an anderen Orten, aber über seine Karriere als Maler ist nicht viel bekannt.
Im Jahr 1395 trägt das posthume Bild des Dichters Kakimoto no Hitomaro (柿本 人麻呂像; 660–724) im Tokiwayama Bunko (常盤山文庫), die Takuma Eiga im Tempel Tōfuku-ji geschaffen hat, den Stempel „Eiga“, ebenso wie die „Statuen der 16 Arhats“ (十六羅漢像) im „Fujita Art Museum“ (藤田美術館) in Osaka. Auch das Werk „Yamakoshi Amida“  (山越阿弥陀図) – „Buddha, vom Berg herabsteigend“ im Idemitsu-Kunstmuseum trägt das Siegel „Takuma Eiga“. Einige seiner Gemälde sind in Werken wie „Shaka Sanzon 16 Arhats“ (釈迦三尊十六羅漢) – „Buddha Dreifaltigkeit 16 Arhats“ im Tempel Chōmyō-ji (頂妙寺) in Kyōto sind erhalten geblieben.
Das Anbringen von Siegeln und Signaturen hatte bis dahin noch keinem buddhistischen Bildhauer vorgenommen. So ist es nicht zu übersehen, dass dies den Beginn eines neuen Künstlerbewusstseins darstellt. Im Vergleich zu den Werken der frühen Takuma-Schule, die versuchte, neben traditionellen Stilen auch frische neue Stile zu übernehmen, fallen jedoch stilisierte Ausdrücke im japanischen Stil auf, auch wenn sie die neu nach Japan gekommenen Gemälde der Song- und Yuan-Dynastie Gemälde mit ihrer Darstellung der Arhats kopieren.
Der Stil von Takuma Eiga, eines buddhistischen Malers, beschließt die Takuma-Schule.